# Gratidão
Gratidão (« gratitude ») est une localité de Sao Tomé-et-Principe située au nord de l'île de Sao Tomé, dans le district de Lobata. C'est une ancienne roça.

## Population
Lors du recensement de 2012, 5 habitants y ont été dénombrés.

## Roça
La casa principal (maison de maître) aujourd'hui détruite, il ne subsiste que l'ancien hôpital de style Art déco.
Photographies et croquis réalisés en 2011 mettent en évidence la disposition des bâtiments, leurs dimensions et leur état à cette date.
Le chef cuisinier João Carlos Silva y passa son enfance..